# Henryk Mikołaj Górecki

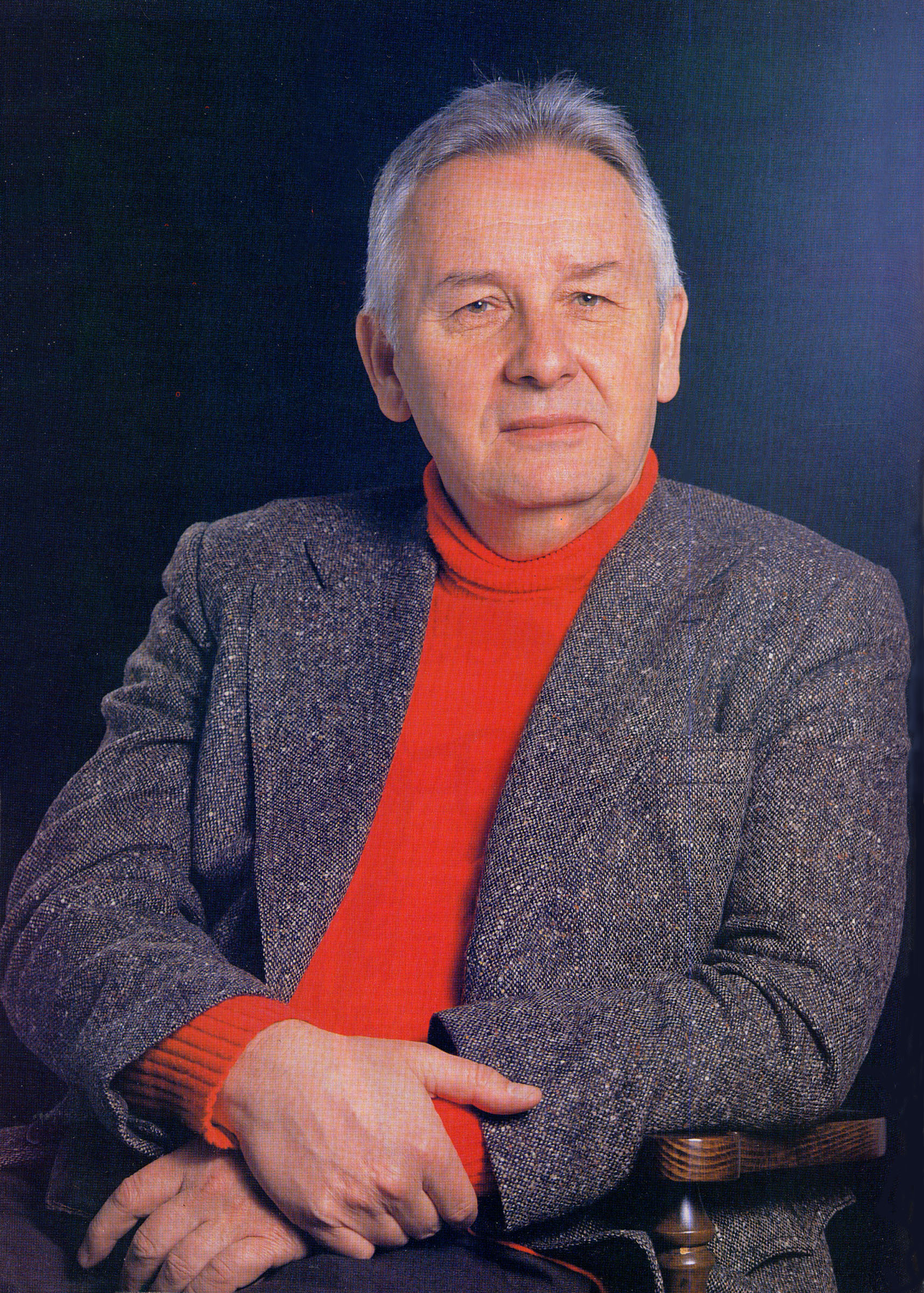
Henryk Mikołaj Górecki (1993)

Henryk Mikołaj Górecki [ˈxɛnrɨk mʲiˈkɔwaj ɡuˈrɛtski] (* 6. Dezember 1933 in Czernica; † 12. November 2010 in Katowice) war ein polnischer Komponist.

## Leben
Henryk Mikołaj Górecki wurde in einem kleinen Dorf in der Nähe von Rybnik geboren und wuchs in Oberschlesien auf. Er arbeitete anfangs als Lehrer, bevor er von 1955 bis 1960 bei Bolesław Szabelski, einem Schüler Karol Szymanowskis, am Konservatorium Kattowitz Komposition studierte.
Górecki war der Vorläufer der polnischen Avantgarde der späten 1950er Jahre und hatte erste Erfolge beim Warschauer Herbstfestival. Nachdem er den Gewerkschaftspreis polnischer Komponisten erhalten hatte, studierte er 1961 und 1963 in Paris, wo er Olivier Messiaen, Pierre Boulez und Karlheinz Stockhausen kennenlernte.
1975 wurde er zum Rektor des Konservatoriums in Kattowitz ernannt, trat aber aufgrund der politischen Entwicklungen bereits 1979 von diesem Amt zurück. Nach dem Fall des Eisernen Vorhangs 1989 wurde sein Werk auch im Ausland besser bekannt. Górecki konnte als Ehrengast bei zahlreichen Aufführungen seiner Werke in Westeuropa und Nordamerika zugegen sein.

## Familie
Henryk Mikołaj Góreckis 1971 geborener Sohn Mikołaj Górecki ist ebenfalls Komponist.

## Werk
Góreckis Frühwerk wie Scontri (1960) orientiert sich einerseits an der seriellen Musik. Andererseits war seine Musik, wie z. B. die Drei Stücke im alten Stil (1963) zeigen, deutlich von der Volksmusik und der religiösen Tradition Polens bestimmt.
Zu seinem Hauptwerk gehören u. a. Epitaphium (1958), Scontri (1960), die 3. Sinfonie – „Sinfonie der Klagelieder“ (1976), Beatus Vir (1979), Konzert für Cembalo und Streichorchester (1981) und die drei Streichquartette, die er für das Kronos Quartet schrieb: Already It Is Dusk (1988), Quasi una fantasia (1991) und ...songs are sung (1994/1995).
Mit seiner 1976 als Auftragswerk für den Südwestfunk Baden-Baden geschriebenen dritten Sinfonie hatte Górecki im Jahre 1992 seinen größten Erfolg.
Am 8. Mai 2005 fand im Goldbacher Stollen bei Überlingen anlässlich des 60. Jahrestages der Befreiung der Häftlinge ein Konzert mit Werken von Górecki im Rahmen des 17. Bodenseefestivals statt.

## Auszeichnungen
Górecki war Mitglied der polnischen Akademie der Gelehrsamkeit. 1996 wurde er zum Mitglied der Académie royale des Sciences, des Lettres et des Beaux-Arts de Belgique gewählt. Die Universität Warschau, die Jagiellonen-Universität in Krakau und die Katholische Universität Lublin verliehen ihm die Ehrendoktorwürde.
1997 wurde er mit dem Kulturpreis Schlesien des Landes Niedersachsen ausgezeichnet.